# 水口大地
水口 大地（みずぐち だいち、1989年6月28日 - ）は、長崎県諫早市出身の元プロ野球選手（内野手）。右投左打。

## 経歴

### 独立リーグ時代
長崎県立大村工業高等学校を卒業後の2008年、四国・九州アイランドリーグの長崎セインツに入団。セインツに入ったのは、土田瑞起がトライアウトを受ける際に「一人はいやだ」という理由で一緒に行くことになったのがきっかけだったという。1年目は主に遊撃手として起用され、2009年はコーチの古屋剛に守備についての指導を受けたほか、二遊間を組んでいた二塁手の松井宏次の技術を参考にしていた。2010年限りでチームが経営難で解散、救済ドラフトにおいて香川オリーブガイナーズに指名され移籍した。香川のコーチだった前田忠節は長崎時代から水口を評価し、球団首脳に救済ドラフトでの獲得を要望したと述べている。
2011年は左肘を痛め、療養のために5月15日に選手契約を解除され練習生となり、ホームゲームでマスコットの着ぐるみを着たり、スコアボードを操作するなど裏方の仕事を担った。その後怪我の完治により、7月1日付で再度支配下選手契約された。2012年は1番・二塁手のレギュラーに定着、9月度の成績が打率.455、出塁率.538で同月の月間MVPを受賞し、シーズン通算37盗塁を記録して最多盗塁のタイトルを獲得した。
2012年10月25日に行われたプロ野球ドラフト会議で埼玉西武ライオンズに育成1巡目で指名され、支度金300万円、年俸300万円（金額は推定）で仮契約を結んだ。背番号は「123」に決まった。

### 西武時代
2013年は二軍で二塁手、遊撃手として出場。
2014年には三塁手としても出場している。
2015年7月23日に支配下選手登録され、背番号が「00」へと変更された。7月度、二軍戦で9試合に出場し、29打数12安打、打率.414の成績でイースタン・リーグの月間MVPを受賞した。
2016年は開幕を一軍で迎え、3月30日の対福岡ソフトバンクホークス戦の9回に代走でプロ初出場した。6月27日の対北海道日本ハムファイターズ戦では9番・二塁手で初先発出場、1回表に初打席に立ち、結果は二塁手へのゴロだった。8月23日の対オリックス・バファローズ戦では、代走で途中出場後そのまま守備につき、7回表に回ってきた打席で初安打（中前安打）を打った。9月1日の対ソフトバンク戦では8回裏、無死二、三塁の場面で二塁内野安打を打ち、プロ初打点を記録した。二軍公式戦には54試合に出場し、外崎修汰と並んでチーム最多の16盗塁を記録した。
2017年は開幕一軍とはならなかったが、4月29日に一軍に昇格する。同日の対千葉ロッテマリーンズ戦では「9番・二塁手」としてシーズン初の先発出場を果たす。しかし、西武の内野陣は浅村栄斗、源田壮亮、中村剛也がおり、なかなか先発出場をする機会がなかった。そのため、5月から外野の守備練習を始め、7月11日にはプロ入り後初めて左翼の守備に就いた。最終的には自己最多の56試合に出場した。
2018年・2019年は合計30試合の出場機会を得るも、2年連続で無安打に終わった。
2020年も7試合の出場にとどまり、9月6日の対日本ハム戦で3シーズンぶりの一軍での安打を記録したものの、11月13日、球団より戦力外通告を受けた。
同年限りで現役引退し、アカデミーコーチに就任する。戦力外通告自体のショックはなく、12球団合同トライアウトの受験も考えたが、アカデミーコーチの話が持ち込まれて「子供たちに“この体でもプロになれるぞ”と教えたくなった」と将来の指導者への道も見据えて受諾したという。その傍ら、2021年9月13日放送のスポーツライブ+での二軍戦、西武対楽天戦にてゲスト解説者として初出演。

## 選手としての特徴・人物
独立リーグ時代で50メートル走のタイムは5秒8。
長崎セインツ時代から香川オリーブガイナーズ入団時には打席を両打ちとしていたが、その後左打ちに専念し、香川2年目および西武入団時は左打ちとして登録されている。
憧れの選手は、俊足の二塁手という共通点がある片岡易之。非常に小さい体つきだが力強い打撃も持ち味としている。
身長を高校時代は175cm、西武入団時は165cmとサバを読んで登録していたが、3年目開幕前には実際の高さである163cmに修正した。2015年の支配下登録時点では、当時DeNAの内村賢介と並び、NPBの現役選手で最も低身長だった。

## 詳細情報

### 年度別打撃成績
| 年 度    | 球 団    | 試 合 | 打 席 | 打 数 | 得 点 | 安 打 | 二 塁 打 | 三 塁 打 | 本 塁 打 | 塁 打 | 打 点 | 盗 塁 | 盗 塁 死 | 犠 打 | 犠 飛 | 四 球 | 敬 遠 | 死 球 | 三 振 | 併 殺 打 | 打 率 | 出 塁 率 | 長 打 率 | O P S |
| -------- | -------- | ----- | ----- | ----- | ----- | ----- | -------- | -------- | -------- | ----- | ----- | ----- | -------- | ----- | ----- | ----- | ----- | ----- | ----- | -------- | ----- | -------- | -------- | ----- |
| 2016     | 西武     | 20    | 6     | 6     | 5     | 3     | 0        | 0        | 0        | 3     | 1     | 0     | 0        | 0     | 0     | 0     | 0     | 0     | 1     | 0        | .500  | .500     | .500     | 1.000 |
| 2017     | 西武     | 56    | 51    | 50    | 17    | 14    | 3        | 0        | 0        | 17    | 4     | 5     | 4        | 0     | 0     | 1     | 0     | 0     | 6     | 1        | .280  | .294     | .340     | .634  |
| 2018     | 西武     | 10    | 3     | 3     | 2     | 0     | 0        | 0        | 0        | 0     | 0     | 0     | 0        | 0     | 0     | 0     | 0     | 0     | 1     | 0        | .000  | .000     | .000     | .000  |
| 2019     | 西武     | 20    | 11    | 10    | 5     | 0     | 0        | 0        | 0        | 0     | 0     | 2     | 0        | 0     | 0     | 1     | 0     | 0     | 4     | 0        | .000  | .000     | .000     | .000  |
| 2020     | 西武     | 7     | 6     | 6     | 2     | 1     | 0        | 0        | 0        | 1     | 0     | 1     | 0        | 0     | 0     | 0     | 0     | 0     | 2     | 0        | .167  | .167     | .167     | .333  |
| NPB：5年 | NPB：5年 | 113   | 77    | 75    | 31    | 18    | 3        | 0        | 0        | 21    | 5     | 8     | 4        | 0     | 0     | 2     | 0     | 0     | 14    | 1        | .240  | .260     | .280     | .540  |

- 2020年度シーズン終了時
- 2020年度シーズンは新型コロナウイルスの影響で120試合制

### 年度別守備成績
| 年 度 | 球 団 | 二塁  | 二塁  | 二塁  | 二塁  | 二塁  | 二塁     | 三塁  | 三塁  | 三塁  | 三塁  | 三塁  | 三塁     | 外野  | 外野  | 外野  | 外野  | 外野  | 外野     |
| 年 度 | 球 団 | 試 合 | 刺 殺 | 補 殺 | 失 策 | 併 殺 | 守 備 率 | 試 合 | 刺 殺 | 補 殺 | 失 策 | 併 殺 | 守 備 率 | 試 合 | 刺 殺 | 補 殺 | 失 策 | 併 殺 | 守 備 率 |
| ----- | ----- | ----- | ----- | ----- | ----- | ----- | -------- | ----- | ----- | ----- | ----- | ----- | -------- | ----- | ----- | ----- | ----- | ----- | -------- |
| 2016  | 西武  | 1     | 2     | 3     | 0     | 2     | 1.000    | 11    | 2     | 3     | 0     | 0     | 1.000    | -     | -     | -     | -     | -     | -        |
| 2017  | 西武  | 11    | 15    | 18    | 0     | 4     | 1.000    | 3     | 0     | 0     | 0     | 0     | ----     | 2     | 2     | 0     | 0     | 0     | 1.000    |
| 2018  | 西武  | -     | -     | -     | -     | -     | -        | 5     | 1     | 1     | 0     | 0     | 1.000    | -     | -     | -     | -     | -     | -        |
| 2019  | 西武  | 3     | 2     | 3     | 0     | 2     | 1.000    | 3     | 1     | 8     | 1     | 0     | .900     | -     | -     | -     | -     | -     | -        |
| 2020  | 西武  | 2     | 4     | 1     | 0     | 1     | 1.000    | 2     | 0     | 1     | 0     | 0     | 1.000    | -     | -     | -     | -     | -     | -        |
| 通算  | 通算  | 17    | 23    | 25    | 0     | 9     | 1.000    | 24    | 4     | 13    | 1     | 0     | .944     | 2     | 2     | 0     | 0     | 0     | 1.000    |

- 2020年度シーズン終了時

### 表彰
NPB
- ファーム月間MVP：1回 （2015年7月）

### 記録
NPB
- 初出場：2016年3月30日、対福岡ソフトバンクホークス2回戦（福岡ヤフオク!ドーム）、9回表に炭谷銀仁朗の代走として出場
- 初先発出場：2016年6月27日、対北海道日本ハムファイターズ12回戦（札幌ドーム）、9番・二塁手として先発出場
- 初打席：同上、1回表にルイス・メンドーサから二塁ゴロ
- 初安打：2016年8月23日、対オリックス・バファローズ21回戦（ほっともっとフィールド神戸）、7回表に佐藤達也から中前安打
- 初打点：2016年9月1日、対福岡ソフトバンクホークス20回戦（西武プリンスドーム）、8回裏に東浜巨から二塁適時内野安打
- 初盗塁：2017年4月29日、対千葉ロッテマリーンズ5回戦（メットライフドーム）、3回裏に二盗（投手：二木康太、捕手：田村龍弘）

### 背番号
- 123 （2013年 - 2015年7月22日）
- 00 （2015年7月23日 - 2017年）
- 0 （2018年 - 2020年）

### 登場曲
- 「HOT LIMIT」T.M.Revolution （2017年 - ）
- 「WHITE BREATH」T.M. Revolution （2017年7月 - ） ※偶数打席

### 独立リーグでの打撃成績
| 年 度     | 球 団     | 試 合 | 打 数 | 得 点 | 安 打 | 本 塁 打 | 打 点 | 盗 塁 | 犠 打 | 犠 飛 | 四 球 | 死 球 | 三 振 | 打 率 |
| --------- | --------- | ----- | ----- | ----- | ----- | -------- | ----- | ----- | ----- | ----- | ----- | ----- | ----- | ----- |
| 2008      | 長崎      | 40    | 108   | 7     | 20    | 0        | 10    | 1     | 7     | 0     | 4     | 1     | 19    | .185  |
| 2009      | 長崎      | 79    | 297   | 43    | 73    | 0        | 16    | 4     | 18    | 0     | 29    | 2     | 42    | .246  |
| 2010      | 長崎      | 75    | 278   | 31    | 76    | 0        | 17    | 7     | 17    | 0     | 29    | 1     | 36    | .273  |
| 2011      | 香川      | 39    | 123   | 13    | 36    | 0        | 10    | 15    | 9     | 0     | 8     | 0     | 19    | .293  |
| 2012      | 香川      | 79    | 302   | 51    | 83    | 0        | 24    | 37    | 5     | 1     | 40    | 3     | 36    | .275  |
| 通算：5年 | 通算：5年 | 312   | 1108  | 145   | 288   | 0        | 77    | 64    | 56    | 1     | 110   | 7     | 152   | .260  |

- 各年度の太字はリーグ最高

### 独立リーグでのタイトル
- 最多盗塁：1回 （2012年）

## 出演

### テレビ
- 激レアさんを連れてきた。（テレビ朝日）- 2021年8月30日[31]